# Gotye
Gotye, pseudonimo di Wouter De Backer, detto Wally (Bruges, 21 maggio 1980), è un cantautore e polistrumentista belga naturalizzato australiano.
Il suo nome d'arte Gotye deriva da Gauthier, traduzione francese di Wouter (olandese) o Walter in tedesco (Gualtiero in italiano). Fino ad oggi, come solista, ha pubblicato tre album in studio e uno di remix di brani provenienti dai suoi primi due album. Ha vinto cinque ARIA Music Awards e ha ricevuto una nomination come miglior artista per l'Asia e il Pacifico, agli MTV Europe Music Awards. Fa anche parte dei Basics, trio indie-pop nato a Melbourne nel 2002, con cui ha pubblicato quattro album in studio e diversi altri singoli ed EP.
È divenuto noto a livello mondiale tra il 2011 e il 2012 grazie al singolo Somebody That I Used to Know, che gli ha permesso di vincere due Grammy Awards.
La sua voce è stata paragonata a quella di Sting e il suo stile a quello di Peter Gabriel.

## Biografia

### Gli inizi
Nato a Bruges, Belgio nel 1980, De Backer si trasferì a Melbourne (in Australia) con la sua famiglia quando aveva due anni. Fin dall'inizio mostrò passione per la musica e volle imparare a suonare vari strumenti, soprattutto pianoforte e batteria. In adolescenza formò una band con tre suoi amici del liceo, i Downstares, tra cui figurava Lucas Taranto, che ancora suona nei suoi spettacoli dal vivo. La band si esibiva soprattutto nei sobborghi nord-orientali di Melbourne e fu notata per la maturità compositiva. De Backer era la forza creativa del gruppo, la cui musica rispecchiava i suoi gusti versatili, con Depeche Mode e Kate Bush tra i suoi artisti preferiti.

### 2001–04:Boardface
Dopo il liceo, i membri dei Downstares presero strade diverse, lasciando De Backer senza sbocco musicale. Quando i genitori di De Backer traslocarono nel 2001, lo lasciarono nella casa di famiglia a Montmorency (Victoria) in modo che potesse continuare gli studi. Due amici lo raggiunsero e la casa divenne affettuosamente nota come The House Frat, un porto di mare dove gli amici regolarmente andavano e venivano.
La carriera di Gotye cominciò quando un anziano vicino, che aveva sentito i Downstares suonare, gli regalò la collezione di vecchi LP appartenuti alla defunta moglie. Nel 2003 viene commercializzato il suo album di debutto intitolato Boardface.

### 2006–09:Like Drawing Blood
Il secondo album Like Drawing Blood è stato pubblicato nel maggio 2006, ed è stato votato numero 1 nel sondaggio ascoltatori di Miglior Album del 2006. L'album è stato anche nominato agli J Award, nello stesso anno. Due tracce sono state pubblicate da questo album: Learnalilgivinanlovin e Heart's a Mess, e sono state classificate 94 e 8 rispettivamente al Triple J Hottest 100 for 2006.

### 2010–12:Somebody That I Used to Knowe il successo internazionale

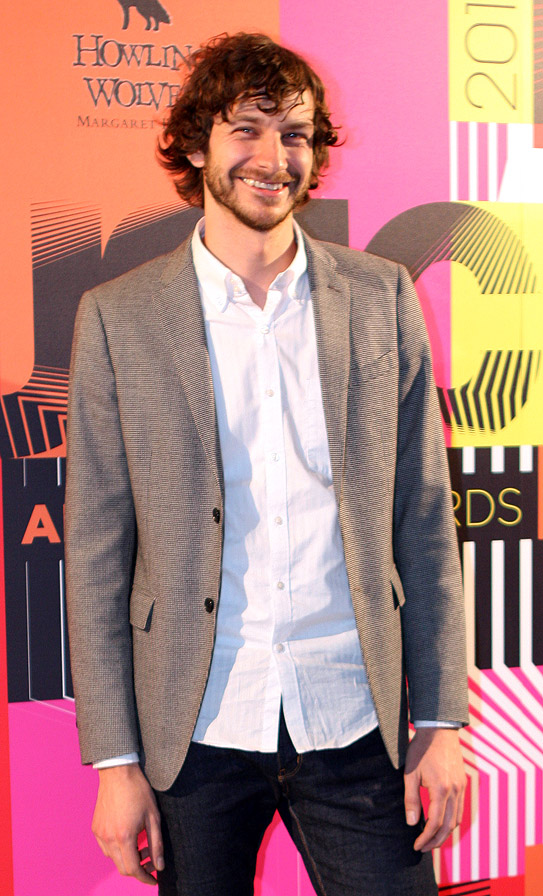
Gotye nel 2012.

Dopo il successo di Like Drawing Blood, nel 2010, De Backer decide di creare uno studio di registrazione in un granaio della fattoria dei suoi genitori, e di registrare delle tracce per il suo terzo album. Ha pubblicato un nuovo singolo, Eyes Wide Open, a metà ottobre 2010, on-line. Il singolo Eyes Wide Open ha ricevuto recensioni generalmente positive e ha raggiunto la venticinquesima posizione nel Triple J Hottest 100 for 2010. È rilevante il suo successo con il singolo Somebody That I Used to Know, cantato con la neozelandese Kimbra, che in Italia, nei primi mesi del 2012, è arrivato in testa alla classifica,  posizionandosi nella Top 10 dei video più visualizzati di YouTube e al numero 1 della Official Singles Chart.

### Presente
Nel 2014 De Backer annuncia che non ci sarebbe stato un altro album e che il progetto solista sarebbe rimasto in sospeso.
Il cantante porta avanti la sua carriera musicale come batterista dei The Basics, gruppo attivo dal 2002.
Nel 2020 De Backer annuncia di essere al lavoro sul suo quarto album in studio, come solista.

## Discografia

### Album in studio
- 2003 – Boardface
- 2006 – Like Drawing Blood
- 2011 – Making Mirrors

### Raccolte
- 2007 – Mixed Blood